# Torre dell'Orologio (Ferrara)
La Torre dell'Orologio, anche nota come Loggia dei Notai e come Torre dell'Arringa, è un edificio storico di Ferrara che si trova nella parte sud orientale della piazza Trento e Trieste all'inizio di corso Martiri della Libertà.

## Storia

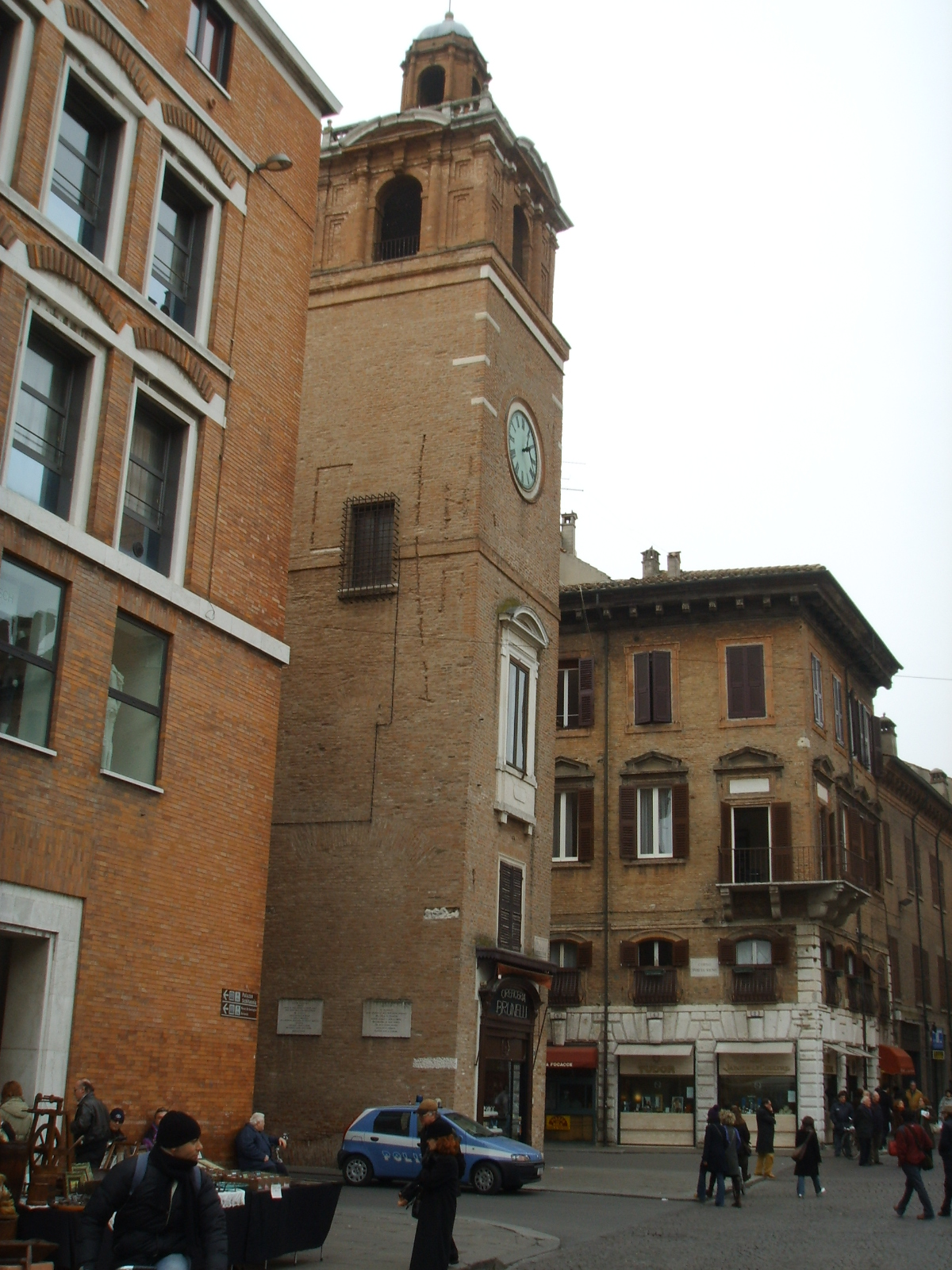
Torre dell'Orologio. Sulla destra l'inizio di via Cortevecchia

L'edificio storico potrebbe risalire al XV secolo, ma sembra più probabile che la torre dell'Orologio sai stata eretta nella seconda metà del XVI secolo. In origine fu quasi certamente una struttura lignea costruita per alloggiare la campana del vicino palazzo della Ragione. Quando la torre in legno iniziò a degradarsi si pensò di ricostruirla in muratura e nel 1603 il compito di progettarla fu affidato all'architetto Giovan Battista Aleotti (detto l'Argenta per le sue origini). Dopo la sua erezione a lungo la torre non ebbe alcun orologio, e questo vi fu sistemato solo nel 1864. Durante le opere di riqualificazione dell'area, tra il 1954 ed il 1956, fu realizzato l'allargamento di corso Porta Reno e  gran parte degli edifici sul suo lato orientale furono demoliti. Venne così creato un nuovo volto di accesso da sud alla piazza Trento e Trieste e in tal modo la torre dell'Orologio si trovò al centro del doppio passaggio. Il volto di origine medievale, a destra della torre, era già stato restaurato durante l'Addizione Novecentista da Carlo Savonuzzi il nuovo volto invece fu creato in seguito alla costruzione del nuovo edificio della ragione progettato dall'architetto Marcello Piacentini.
Dopo il terremoto dell'Emilia del 2012 la struttura è stata danneggiata ed è stato necessario intervenire per darle maggior stabilità statica. L'orologio della torre durante i lavori ha subito in piccolo guasto che è stato rapidamente riparato.

## Descrizione
La torre si trova nella parte nord di corso Porta Reno e, attraverso i due volti che le stanno a fianco, permette l'accesso alla piazza Trento e Trieste, la piazza principale di Ferrara, sulla quale si affacciano palazzo di San Crispino, la cattedrale di San Giorgio, il palazzo Municipale e il Palazzo della Ragione. Nella torre ha sede la Fondazione Palio Città di Ferrara.